# Hyperolius pickersgilli
Hyperolius pickersgilli es una especie de anfibios de la familia Hyperoliidae.
Es endémica de Sudáfrica.
Su hábitat natural incluye zonas de arbustos de clima templado, praderas templadas, pantanos, marismas de agua dulce y corrientes intermitentes de agua dulce.
Está amenazada de extinción por la pérdida de su hábitat natural.